# 番割田
番割田，是台灣宜蘭縣礁溪鄉的一個傳統地域名稱。位於該鄉中部偏東。相較於今日行政區，其範圍大致為三民村南部。

## 歷史
台灣清治末期，番割田地區為一街庄，稱為「番割田庄」，隸屬於四圍堡。該庄東南與三十九結庄、瑪璘庄為鄰，西南及西分別以陸地與得子口溪與柴圍庄為界，西北以得子口溪與十六結庄為界，東北為七結庄。
1901年（日治明治三十四年）11月，廢縣廳改設二十廳，該庄隸屬於宜蘭廳，編入第三區。1905年（明治三十八年）7月，該區改名「礁溪區」。1909年（明治四十二年）10月，合併二十廳為十二廳，該庄仍隸屬於宜蘭廳。1920年（大正九年），廢十二廳改設五州二廳，該庄改制為「番割田」大字，隸屬於臺北州宜蘭郡礁溪庄。
戰後礁溪庄改制為礁溪鄉，隸屬於臺北縣，大字亦改制為村。1950年10月，北、基、宜分治，礁溪鄉改隸屬於宜蘭縣。

## 聚落
本地區發展較早的聚落有十六結、三圍、楓腳等，在日治期初期的官方地圖上已有記載。

## 交通
台鐵宜蘭線是台灣東北部鐵路幹線，大致以北北東—南南西走向經過番割田地區中部偏東。境內未設站，北側最近的是礁溪車站，屬三等站，停靠少部分普悠瑪號、太魯閣號、自強號，大部分莒光號、復興號，及全部區間快車與區間車；南側最近的是四城車站，屬甲種簡易站，僅停靠區間車。由此等可前往台鐵沿線各地。
省道台9線（礁溪路三段～二段）又稱「東部幹線」，是台北經東台灣至屏東楓港的幹道，在本地區路段大致與鐵路平行而位於其西側不遠處。由該道路向北北東可前往礁溪市區、頭城西南部、坪林、石碇、新店等地，向南南西可前往宜蘭、五結、羅東、冬山、蘇澳等地。